# Puzur-ili
Puzur-ili – według Sumeryjskiej listy królów czwarty władca należący do IV dynastii z Uruk. Dotyczący go fragment brzmi następująco:
„Puzur-ili (z Uruk) panował przez 5 lat”.